# 아셰아
아셰아(이탈리아어: Ascea)는 이탈리아 캄파니아주 살레르노도에 위치한 코무네다.

## 같이 보기
- 파르메니데스
- 벨리아